# Deréky Anna
Deréky Anna, Fadrusz Jánosné (Pest, 1872. április 9. – Mád, 1951. december 24.) magyar képzőművész, Strobl Alajos szobrászművész tanítványa.
Illusztrációkat, gobelineket, hímzéseket, fémmunkákat, mellszobrokat készített.

## Élete
Gazdag és befolyásos családba született. Édesapja, Deréky István kúriai bíró, édesanyja Hajnik Antónia volt. Unokatestvére volt Pauler Gyula történész–levéltárosnak, a Magyar Tudományos Akadémia tagjának, aki a legtöbb művészeti pályázatot elbíráló bizottságban is jelen volt.
1880–1882 között a budapesti mintarajziskola hallgatójaként mestere, Strobl Alajos vezette be a szobrászat ismereteibe. 1892-ben jelent meg először a Képzőművészeti Társulat kiállításain, két arcképpel.
1895. február 25-én a budavári Mátyás templomban férjhez ment Fadrusz János szobrászhoz. A Naphegyen lévő villájukban (Budapest. I., Lisznyai utca 7.) két műterem volt, egy nagy méretű Fadrusznak, és egy kisebb Deréky Annának. Gyermekük nem született, 1903. október 25-én megözvegyült. Férje halála után Budapestről Nagymarosra költözött, majd 1916. december 11-én férjhez ment iglói Szontágh Manóhoz, és  Dobsinán települt le. Második férje halála után, az 1920-as években nővéréhez és nőtestvéreihez költözött Mádra. A szobrászaton kívül foglalkozott művészi hímzéssel és szőnyegszövéssel is, utóbbiak közül többet kiállított a Nemzeti Szalon tárlatain.

## Kiállításokon való részvétel
- Millenniumi Országos Kiállítás (1896): portrék olajban vagy pasztellben.
- Téli szalon (1897-98): Férfi mellszobor, bronz; Gyermek mellszobra, gipsz.
- Nemzetközi Tavaszi Tárlat (1899): Női mellszobor, gipsz; Gyermekportré, pasztell.
- Téli szalon (1899—1900): Női mellszobor, márvány.
- Nemzetközi Tavaszi Tárlat (1901): Gyermekfej, szobor.[15]
- Téli szalon (1901—1902): Bab, gyermek mellszobor, szobor; Tanulmány, mellszobor.
- A Téli Szalon (1903—1904): Gyermekmell, gipsz; Két mellszobor, öntött.
- Nemzetközi Tavaszi Tárlat (1905): Gyermek mellszobra, gipsz.
- Nemzetközi Tavaszi Tárlat (1906): Puradeu, gipsz mellszobor.
- Nemzetközi Téli Tárlat (1906—1907): Magyar szőnyeg.
- Nemzetközi Téli Tárlat (1907—1908): Alvó gyermek feje, szobor; Férfi mellszobor, szobor.
- Tavaszi Tárlat (1908): Emberfej, szobor.
- Nemzetközi Téli Tárlat (1908—1909): Gyermekfej, gipsz.
- Téli kiállítás (1909—1910): Férfi mellszobor, szobor.
- Tavaszi Tárlat (1911): Gyermekfej, szobor.
- Téli kiállítás (1912-13): Madame Osmin Laporte, a francia konzul felesége, szobor; Wickenburg Stefánia grófnő, a fiumei kikötő kormányzójának anyja, szobor. [16]

## Válogatott bibliográfia
- Tíz boldog év, interjú, megjelent az Esti Újságban, 1940. szeptember 11., 2. oldal.
- Meglepetés (A kiscica és a béka). In: Új Idők, 1898. február 6., 124. oldal.
- Kövér Ilma: Látogatás Fadrusz János özvegyénél. Ország-Világ, 1905. május 07. 19. szám, 375. o.
- Dittrichné Vajtai Zsuzsánna: A Fadrusz-villa története – Fadrusz János élete, munkássága és a Naphegyen állt villájának története. 2013.

## Fordítás
Ez a szócikk részben vagy egészben  az   Anna Deréky című román Wikipédia-szócikk ezen változatának fordításán alapul.  Az eredeti cikk szerkesztőit annak laptörténete sorolja fel. Ez a jelzés csupán a megfogalmazás eredetét és a szerzői jogokat jelzi, nem szolgál a cikkben szereplő információk forrásmegjelöléseként.